# Cry Tough
"Cry Tough" é um single de estreia da banda de glam metal Poison do seu álbum de estreia Look What the Cat Dragged In, que alcançou a posição 3 da Billboard 200. A música ficou em 97 na UK Singles Chart.
Lançado como um single em 1986 pela gravadora Enigma que pertence à Capitol Records. A música é sobre acreditar em você mesmo para fazer seus sonhos se tornar realidade.
O lado B é a música de título do álbum chamado "Look What The Cat Dragged In".

## Álbuns
"Cry Tough" está nos seguintes álbum:
- Look What the Cat Dragged In
- Poison's Greatest Hits: 1986-1996
- Look What the Cat Dragged In - 20th Anniversary Edition

## Posição nas paradas
| Paradas (1986–1987) | Posição |
| ------------------- | ------- |
| UK Singles Chart    | 97      |